# Aziatische kampioenschappen judo 1996
De Aziatische kampioenschappen judo van 1996 werden op 9 en 10 november 1996 gehouden in Ho Chi Minhstad, Vietnam. 

## Resultaten

### Mannen
| Gewichtsklasse | Goud                   | Zilver          | Brons                                |
| -------------- | ---------------------- | --------------- | ------------------------------------ |
| – 60 kg        | Dorjpalamyn Narmandakh | Park Young-Kyun | Yeh Hsin-Hung Gerjan Omarbaev        |
| – 65 kg        | Zeinolabedin Haghani   | Tomoo Torii     | Uuganbayar Erdenebaatar Lee Sung-hun |
| – 71 kg        | Kwak Dae-sung          | Akhat Achirov   | Huang Chen Yao Kazem Sarikhani       |
| – 78 kg        | Shmakov Vladimir       | Cho In-Chul     | Taisuke Otsuji Ruslan Seilkhanov     |
| – 86 kg        | Armen Bagdasarov       | Kosei Arikawa   | Ao Tegen Jeon Ki-Young               |
| – 95 kg        | Sergey Shakimov        | Kim Chul-Jung   | Alireza Dalir Kim Hee-Soo            |
| + 95 kg        | Liu Shenggang          | Shigekazu Fukai | Mahmoudreza Miran Vadim Sergeev      |
| Open klasse    | Mahmoudreza Miran      | Liu Shenggang   | Dmitry Solovyov Choi Hong-Hee        |

### Vrouwen
| Gewichtsklasse | Goud           | Zilver           | Brons                            |
| -------------- | -------------- | ---------------- | -------------------------------- |
| – 48 kg        | Pae Dong Suk   | Atsuko Nagai     | Yu Shu-Chen Jin Shujiao          |
| – 52 kg        | He Ji          | Kazue Nagai      | Meeta Sharma Kim Hee-Jong        |
| – 56 kg        | Wang Shuyan    | Yang Sun-Ae      | Lee Won-Jung Chiyori Tateno      |
| – 61 kg        | Jung Sung-Sook | Harumi Nakahashi | Qin Yuying Olga Artamonova       |
| – 66 kg        | Wang Xianbo    | Kim Myong-Hui    | Noriko Matsuo Nourtazina Janat   |
| – 72 kg        | Saki Yoshida   | Tang Ling        | Yevgeniya Bogunova Kang Min-Jung |
| + 72 kg        | Yuan Hua       | Shon Hyun-Me     | Miho Ninomiya Lee Hsiao-Hung     |
| Open klasse    | Yuan Hua       | Lee Hsiao-Hung   | Kim Sung-Young Miho Ninomiya     |

## Medaillespiegel
| Plaats | Land           | Goud | Zilver | Brons | Totaal |
| 1      | China          | 6    | 2      | 3     | 12     |
| 2      | Zuid-Korea     | 3    | 3      | 8     | 14     |
| 3      | Iran           | 2    | 0      | 3     | 5      |
| 4      | Oezbekistan    | 2    | 0      | 1     | 3      |
| 5      | Japan          | 1    | 6      | 5     | 11     |
| 6      | Kazachstan     | 1    | 1      | 4     | 6      |
| 7      | Mongolië       | 1    | 0      | 1     | 2      |
| 8      | Noord-Korea    | 0    | 3      | 0     | 3      |
| 9      | Chinees Taipei | 0    | 1      | 4     | 5      |
| 10     | Kirgizië       | 0    | 0      | 2     | 2      |
| 11     | India          | 0    | 0      | 1     | 1      |
| Totaal | Totaal         | 16   | 16     | 32    | 64     |